# Robert Catteau
Robert Henri Catteau , né à Bruxelles le 22 septembre 1880 et y décédé le 26 juin 1956 est un homme politique belge francophone libéral.
Avocat et journaliste, il dirige l'hebdomadaire L'Horizon.
Il est élu sénateur de l'arrondissement de Bruxelles le 16 avril 1932 (1932-1954). Il est échevin de Bruxelles le 2 janvier 1933 
Un athénée de la ville de Bruxelles porte son nom.

## Sources
- Het Belgisch parlement 1894-1969, P.Van Molle, Gand, Erasmus, 1969.
- Biografisch repertorium der Belgische parlementairen, senatoren en volksvertegenwoordigers 1830 tot 1.8.1965, R. Devuldere, Gand, R.U.G., thèse de licence en histoire inédite, 1965.